# Théophile Mbemba Fundu
Pour les articles homonymes, voir Théophile Mbemba et Mbemba (homonymie).
Théophile Mbemba Fundu di Luyindu, né le 16 mars 1952 à Popokabaka (Province de Kwango) est un homme politique du Congo-Kinshasa. Il est député à l’Assemblée nationale du Congo-Kinshasa depuis le 10 octobre 2006. Il a été le ministre de l'Intérieur et de la Sécurité et de l'Ordre public de la république démocratique du Congo du juin 2002 au 10 octobre 2006. Précédemment, il a été : gouverneur de la capitale, Kinshasa, de 1997 à 2001 ; directeur de cabinet du président Joseph Kabila de février 2001 à juin 2002 ; et ministre de l'Intérieur de juin 2002 à octobre 2006. Il est, depuis le 7 décembre 2014, ministre de l'Enseignement supérieur et universitaire.

## Biographie
Docteur en chimie diplômé de Namur en Belgique, il est professeur à la faculté des sciences à l'université de Kinshasa(UNIKIN). Il s'est spécialisé dans des questions agricoles notamment dans la recherche et la vulgarisation sur des aliments à fort potentiel nutritionnel pour lutter contre la faim (cas de Kikalakassa).
Il commence la politique en 1990 en qualité de vice-président du Parti national pour le renouveau et le développement (PNRD). Après sa participation à la Conférence nationale souveraine (CNS), il a été désigné rapporteur de l'Opposition avec pour chef de file Étienne Tshisekedi. C'est à ce titre qu'il décline le portefeuille de ministre de la Recherche scientifique auquel le président Mobutu Sese Seko l'a nommé dans le gouvernement Mungul Diaka.
Fort de cette image de résistant au régime Mobutu, le président Laurent-Désiré Kabila le nomme gouverneur de la ville de Kinshasa en 1997. Poste qu'il gardera jusqu'à l'assassinat de ce dernier le 16 janvier 2001.
Il est ensuite directeur de cabinet du président Joseph Kabila de février 2001 à juin 2002 et devient ministre de l'Intérieur de juin 2002 jusqu’en octobre 2006, lorsqu’il devient député à l’Assemblée nationale.